# Henry de Chennevières
Marie Ernest Guillaume Henri de Chennevières, dit Henry de Chennevières, est un conservateur au musée du Louvre, un historien d'art et un écrivain, né à Bellême le 29 octobre 1858, et mort à Arcachon le 3 août 1946.

## Biographie
Henry de Chennevières est le fils de Charles-Philippe de Chennevières-Pointel (1820-1899), et d'Inès Marie Elfride Lafontan.
Il a fait des études de droit et a été licencié en droit. Il est entré comme attaché au département des dessins du musée du Louvre en 1877. Il a été successivement attaché au département des dessins et peintures en 1886, conservateur-adjoint en 1888. Il est nommé suppléant de Georges Lafenestre à l'École du Louvre en 1903-1905.
Henry de Chennevières s'est marié le 1er mai 1890 avec Edmée Sangnier (1869-1948), sœur de Marc Sangnier.

## Publications
- Notice des tableaux appartenant à la collection du Louvre exposés dans les salles du palais de Fontainebleau, Paris, Charles de Mourgues Frères, 1881 (lire en ligne)
- Les dessins du Louvre, Paris, L. Baschet éditeur/ Ch. Gillot, 1882-, 1882, vol. 1, 1882, vol. 2, 1883, vol. 3.
- Contes sans « qui » ni « que », Paris, L. Frinzine et Cie éditeurs, 1886 (lire en ligne)
- Les Tiepolo, Paris, Librairie de l'art, coll. « Les artistes célèbres », 1898 (lire en ligne)
- Petit inventaire illustré de la Chalcographie du Musée national du Louvre, Paris, Maison d'éditions A. Joanin et Cie, 1904 (lire en ligne)